# Атанасіо Агірре
Атанасіо де ла Крус Агірре Агуадо (ісп. Atanasio de la Cruz Aguirre Aguado; 2 червня 1801 — 28 вересня 1875) — уругвайський політик, голова Сенату й тимчасовий президент країни у 1864—1865 роках.

## Кар'єра
Його перші публічні виступи припадали на часи визвольного руху 1825—1828 років. Від 1833 до 1838 року обіймав посаду військового комісара, а після Великої війни 1852 року Агірре був обраний депутатом. 1861 року він став сенатором, а 1 березня 1864 року, після завершення повноважень Бернардо Пруденсіо Берро, тимчасово очолив державу.
Його каденція, що тривала близько року, завершилась громадянською війною, розпочатою партією Колорадо та її лідером Венансіо Флоресом, які мали підтримку Бразильської імперії та аргентинського президента Бартоломе Мітре. Після низки вимог з боку бразильського уряду у травні 1864 року, які Агірре відмовився виконувати, бразильські війська за підтримки партії Колорадо вдерлись на територію Уругваю.
У відповідь у грудні 1864 року Агірре розірвав договір 1851 року про альянс та співпрацю з Бразилією. Такими діями він намагався спровокувати французьку інтервенцію, для чого у січні 1865 року відрядив місію до Наполеона III.
Однак 16 лютого 1865 року столицю країни Монтевідео взяли бразильські війська, Агірре передав повноваження голові Сенату Томасу Вільяльбі Альбіну, якого за кілька днів повалили бразильці, а президентом знову став Венансіо Флорес. Ті події стали одним з приводів до Війни Потрійного Альянсу.